# ディス・タイム・アラウンド
ディス・タイム・アラウンド(原題:This Time Around)はマイケル・ジャクソンの楽曲。HIStoryに収録、第4弾シングルカット。

## 概要
ショートフィルムは制作されず、ライブでも披露されたことがない為、2009年の人気投票でも圏外と認知度の低い曲である。
ラップはノートリアスB.I.G.による。後に『Invincible』に収録される「Unbreakable」でも共演している。
リミックスはBlood On The Dance Floorに収録。